# Campeonato Mundial de Esquí Nórdico de 1931
El VIII Campeonato Mundial de Esquí Nórdico se celebró en la localidad de Oberhof (Alemania) entre el 13 y el 15 de febrero de 1931 bajo la organización de la Federación Internacional de Esquí (FIS) y la Federación Alemana de Esquí.

## Esquí de fondo
| Evento        | Oro                                      | Plata                                   | Bronce                           |
| ------------- | ---------------------------------------- | --------------------------------------- | -------------------------------- |
| 18 km (13.02) | Johan Grøttumsbråten · Noruega · 1:23:43 | Kristian Hovde · Noruega · 1:24:09      | Nils Svärd · Suecia · 1:25:27    |
| 50 km (15.02) | Ole Stenen · Noruega · 3:52:09           | Martin-Peder Vangli · Noruega · 3:52:35 | Karl Lindberg · Suecia · 3:55:44 |

## Salto en esquí
| Evento                       | Oro                                | Plata                               | Bronce                              |
| ---------------------------- | ---------------------------------- | ----------------------------------- | ----------------------------------- |
| Trampolín individual (13.02) | Birger Ruud · Noruega · 236,0 pts. | Fritz Kaufmann · Suiza · 228,8 pts. | Sven Eriksson · Suecia · 227,3 pts. |

## Combinada nórdica
| Evento             | Oro                                    | Plata                             | Bronce                             |
| ------------------ | -------------------------------------- | --------------------------------- | ---------------------------------- |
| Individual (13.02) | Johan Grøttumsbråten · Noruega · 439,0 | Sverre Kolterud · Noruega · 419,0 | Arne Rustadstuen · Noruega · 418,0 |

## Medallero
| Núm. | País    | Oro | Plata | Bronce | Total |
| ---- | ------- | --- | ----- | ------ | ----- |
| 1    | Noruega | 4   | 3     | 1      | 8     |
| 2    | Suiza   | 0   | 1     | 0      | 1     |
| 3    | Suecia  | 0   | 0     | 3      | 3     |
|      | TOTAL   | 4   | 4     | 4      | 12    |